# كاتسواكي أساي
كاتسواكي أساي (باليابانية: 浅井勝昭) هو لاعب آيكيدو ‏ ياباني، ولد في 18 فبراير 1942 في طوكيو في اليابان.